# Josip Kazimir Drašković von Trakošćan

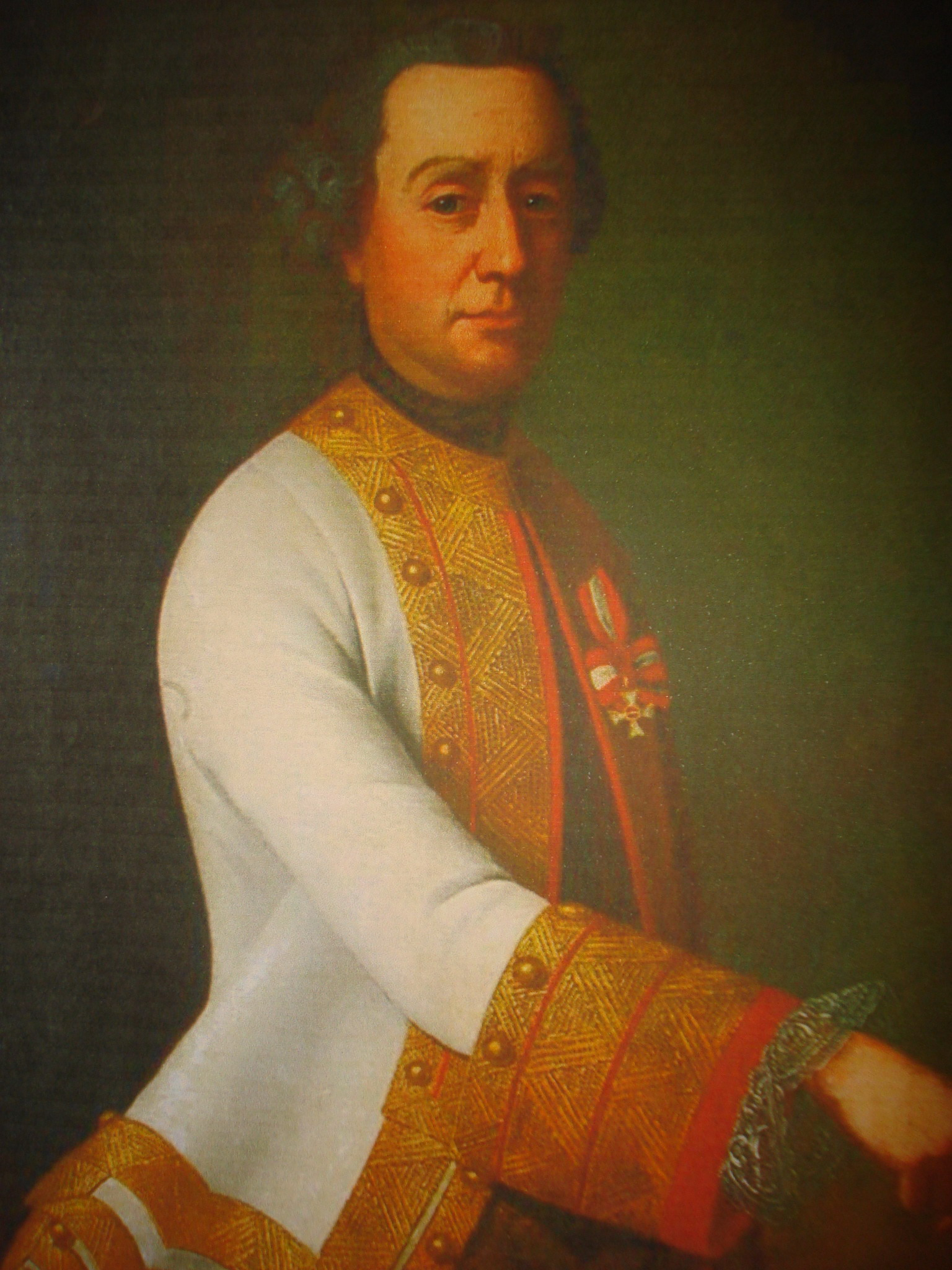
Josip Kazimir Drašković von Trakošćan

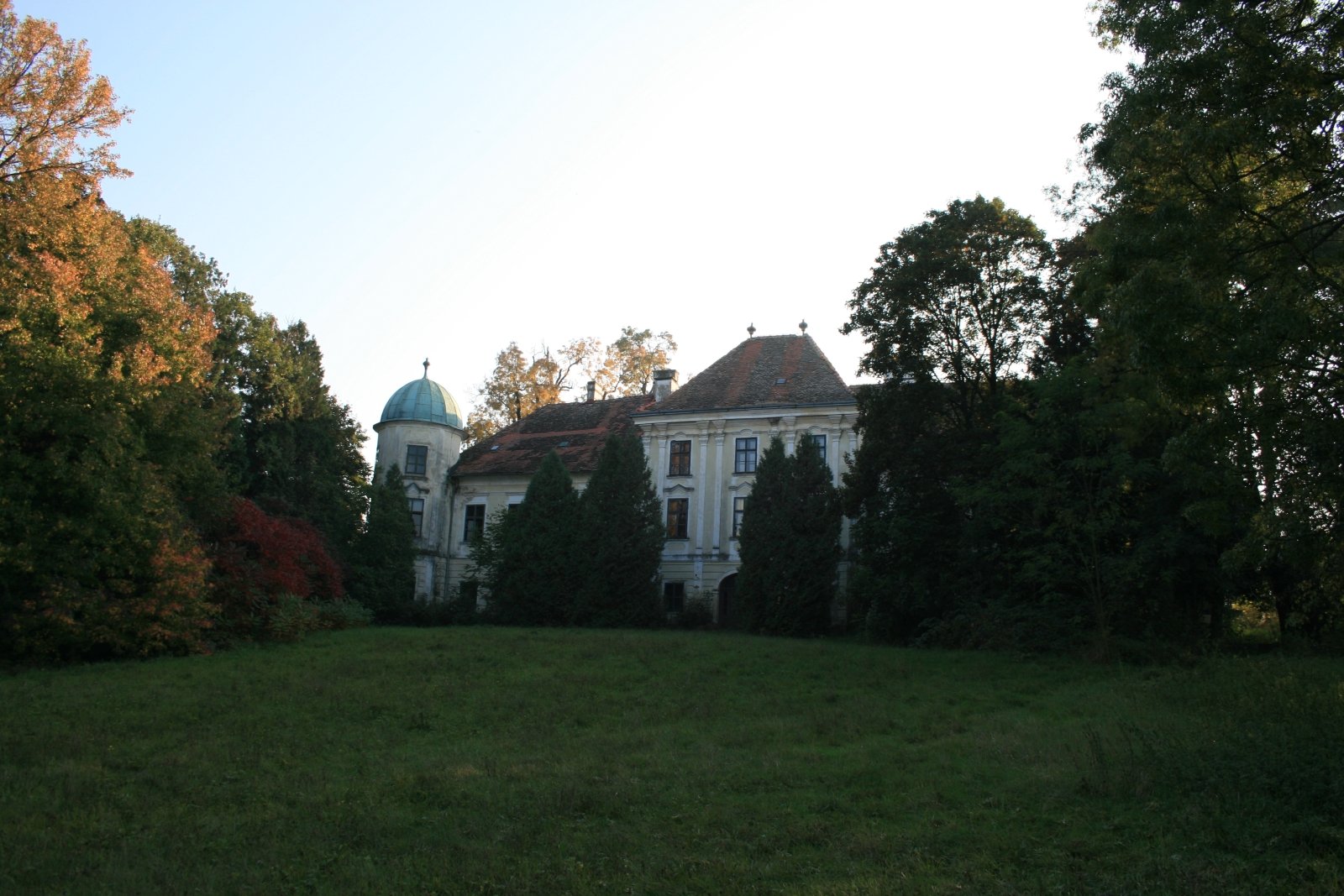
Drašković ließ das Schloss Brezovica nahe Zagreb bauen

Josip Kazimir Drašković von Trakošćan (* 4. März 1714 auf Schloss Trakošćan; † 9. November 1765) war ein kroatischer Adliger und General der österreichischen Reichsarmee.

## Herkunft
Josip Kazimir Graf Drašković war der Sohn von Ivan V. Antun Drašković (deutsch: Johann V. Anton), den Ban von Kroatien aus dem Hause Drašković, und dessen Frau Maria Katharina Gräfin von Brandis.

## Leben
Er war seit 1734 im Kriegsdienst, im österreichischen Erbfolgekrieg als Oberstleutnant und Oberst, im Siebenjährigen Krieg als Generalmajor. In der Schlacht bei Lobositz (1. Oktober 1756) befehligte er die Reserve, beunruhigte nach der Schlacht von Kolin den Rückzug der Preußen bei Moys, nahm an der Einnahme von Schweidnitz teil, half Olmütz zu verteidigen, wofür er zum Feldmarschallleutnant ernannt wurde, eroberte am 26. Juli 1760 die Festung Glatz, ward aber bei Heidersdorf am 21. Juni 1762 zurückgeschlagen und gefangen. Wieder frei, ward er 1763 zum Generalfeldzeugmeister, später zum Generalkommandanten in Siebenbürgen befördert. Er starb am 9. November 1765.
Wegen seiner nicht standesgemäßen Heirat mit einer Frau aus niederem Adel, erfolgte sein militärischer Aufstieg erst recht spät. Erst seine Erfolge während des Siebenjährigen Krieges führten zu den ihm gebührenden Beförderungen. Er erhielt in der 3. Promotion am 4. Dezember 1758 das Ritterkreuz sowie in der 10. Promotion am 15. Oktober 1765 das Kommandeur-Kreuz des Maria Theresien-Ordens.
Im Jahr 1894 wurde in Wien-Penzing (14. Bezirk) die Draskovichgasse nach ihm benannt.

## Familie
Drašković heiratete die Freiin Susanne von Malatinszky (* 17. November 1717; † 20. März 1786). Das Paar hatte mehrere Kinder:
- Johann (* 1746; † 13. Februar 1787), Oberst ⚭  Apollonia von Malatinszky (Malatinsky)
- Franz (* 1750; † 3. September 1817) ⚭ Freiin Maria Anna von Jankovich (Jankowitsch) (* 1752; † 1823)
- Joseph († 25. August 1785) ⚭ Elisabeth von Damiansics
- Maria Anna († jung)
- Katharina († jung)
- Juliana (* 16. Oktober 1757; † 12. April 1782)

⚭ 1769 Graf Leopold von Erdödy (* 1740; † 1771)
⚭ 1773 Graf Ladislaus von Erdödy (* 20. Mai 1746; † 13. Juli 1786), k.k. Kämmerer, Herr von Rothenturm
- Barbara ⚭ Franz von Pejacsevich (* 1749; † 1802)